# گی تووران
گی تووران (انگلیسی: Guy Touvron; ۱۵ فوریهٔ ۱۹۵۰ – ۹ مارس ۲۰۲۴) نوازنده ترومپت و مربی موسیقی اهل فرانسه بود.
تووران در طول دوران حیات هنری خود بیش از ۳۵۰۰ کنسرت برگزار کرد و بیش از ۱۲۰ اثر ضبط کرد و جوایز متعددی را برنده شد.
او در سال ۲۰۲۰ به اتهام تجاوز جنسی به زنی جوان متهم و به شش ماه حبس تعلیقی محکوم شد.